# Esgrima nos Jogos Olímpicos de Verão de 1912
A esgrima nos Jogos Olímpicos de Verão de 1912 foi realizado em Estocolmo, na Suécia, com cinco eventos disputados. A única mudança com relação a edição anterior, em Londres, foi a volta da prova de florete ao programa.

## Eventos da esgrima
Masculino: Florete individual | Espada individual | Sabre individual | Espada por equipe | Sabre por equipe

## Abreviaturas
- V - vitórias;
- D - derrotas;
- PF - pontos a favor;
- PC - pontos contra.

## Florete individual masculino
| Pos. | País          | Atletas           |
| ---- | ------------- | ----------------- |
|      | Itália (ITA)  | Nedo Nadi         |
|      | Itália (ITA)  | Pietro Speciale   |
|      | Áustria (AUT) | Richard Verderber |

| Final | Final                  | Final | Final | Final | Final |
| Pos.  | Esgrimista             | V     | D     | PF    | PC    |
| ----- | ---------------------- | ----- | ----- | ----- | ----- |
| 1     | ITA Nedo Nadi          | 7     | 0     | 35    | 8     |
| 2     | ITA Pietro Speciale    | 5     | 2     | 29    | 24    |
| 3     | AUT Richard Verderber  | 4     | 3     | 27    | 25    |
| 4     | HUN László Berty       | 4     | 3     | 23    | 25    |
| 5     | ITA Edoardo Alaimo     | 4     | 3     | 27    | 26    |
| 6     | GBR Edgar Seligman     | 3     | 4     | 23    | 29    |
| 7     | HUN Béla Békessy       | 1     | 6     | 20    | 34    |
| 8     | GBR Robert Montgomerie | 0     | 7     | 22    | 35    |

## Espada individual masculino
| Pos. | País            | Atletas           |
| ---- | --------------- | ----------------- |
|      | Bélgica (BEL)   | Paul Anspach      |
|      | Dinamarca (DEN) | Ivan Osiier       |
|      | Bélgica (BEL)   | Philippe le Hardy |

| 1 | BEL Paul Anspach      | 6 | 1 |
| 2 | DEN Ivan Osiier       | 5 | 2 |
| 3 | BEL Philippe le Hardy | 4 | 3 |
| 4 | BEL Victor Boin       | 4 | 3 |
| 5 | SWE Einar Sörensen    | 3 | 4 |
| 6 | GBR Edgar Seligman    | 2 | 5 |
| 7 | BEL Léon Tom          | 1 | 6 |
| 8 | GBR Martin Holt       | 0 | 7 |

## Sabre individual masculino
| Pos. | País          | Atletas        |
| ---- | ------------- | -------------- |
|      | Hungria (HUN) | Jenő Fuchs     |
|      | Hungria (HUN) | Béla Békessy   |
|      | Hungria (HUN) | Ervin Mészáros |

| Final | Final               | Final | Final | Final | Final |
| Pos.  | Esgrimista          | V     | D     | PF    | PC    |
| ----- | ------------------- | ----- | ----- | ----- | ----- |
| 1     | HUN Jenő Fuchs      | 6     | 1     | 18    | 10    |
| 2     | HUN Béla Békessy    | 5     | 2     | 17    | 11    |
| 3     | HUN Ervin Mészáros  | 5     | 2     | 17    | 12    |
| 4     | HUN Zoltán Schenker | 4     | 3     | 17    | 13    |
| 5     | ITA Nedo Nadi       | 4     | 3     | 16    | 17    |
| 6     | HUN Péter Tóth      | 2     | 5     | 12    | 17    |
| 7     | HUN Lajos Werkner   | 1     | 6     | 13    | 19    |
| 8     | HUN Desző Földes    | 1     | 6     | 9     | 20    |

## Espada por equipe masculino
| Ouro | Prata | Bronze |
| Bélgica (BEL) Paul Anspach Henri Anspach Robert Hennet Orphile de Montigny Jacques Ochs François Rom Gaston Salmon Victor Willems | Grã-Bretanha (GBR) Edgar Seligman Edgar Amphlett Robert Montgomerie John Blake Percival Dawson Arthur Everitt Sydney Mertineau Martin Hold | Países Baixos (NED) Adrianus de Jong Willem van Blijenburgh Jetze Doorman Leonardus Salomonson George van Rossem |

| Final | Final             | Final | Final | Final | Final |
| Pos.  | Equipe            | V     | D     | PF    | PC    |
| ----- | ----------------- | ----- | ----- | ----- | ----- |
| 1     | BEL Bélgica       | 3     | 0     | 32    | 21    |
| 2     | GBR Grã-Bretanha  | 1     | 2     | 26    | 28    |
| 3     | NED Países Baixos | 1     | 2     | 28    | 30    |
| 4     | SWE Suécia        | 1     | 2     | 25    | 32    |

## Sabre por equipe masculino
| Ouro | Prata | Bronze |
| Hungria (HUN) Jenõ Fuchs László Berti Ervin Mészáros Deszõ Földes Oskár Gerde Zoltán Schenker Péter Tóth Lajos Werkner | Áustria (AUT) Richard Verderber Otto Herschmann Rudolf Cvetko Friedrich Golling Andreas Suttner Albert Bogen Reinhold Trampler | Países Baixos (NED) Willem van Blijenburgh George van Rossem Adrianus de Jong Jetze Doorman Dirk Scalongne Hendrik de Jongh |

| Final | Final             | Final | Final | Final    | Final    |
| Pos.  | Equipe            | V     | D     | V (ind.) | D (ind.) |
| ----- | ----------------- | ----- | ----- | -------- | -------- |
| 1     | HUN Hungria       | 3     | 0     | 24       | 8        |
| 2     | AUT Áustria       | 2     | 1     | 24       | 20       |
| 3     | NED Países Baixos | 1     | 2     | 14       | 30       |
| 4     | BOH Boêmia        | 0     | 3     | 14       | 18       |

## Quadro de medalhas da esgrima
| Ordem | País              | Medalha de ouro | Medalha de prata | Medalha de bronze | Total |
| ----- | ----------------- | --------------- | ---------------- | ----------------- | ----- |
| 1     | HUN Hungria       | 2               | 1                | 1                 | 4     |
| 2     | BEL Bélgica       | 2               | 0                | 1                 | 3     |
| 3     | ITA Itália        | 1               | 1                | 0                 | 2     |
| 4     | AUT Áustria       | 0               | 1                | 1                 | 2     |
| 5     | DEN Dinamarca     | 0               | 1                | 0                 | 1     |
| 5     | GBR Grã-Bretanha  | 0               | 1                | 0                 | 1     |
| 7     | NED Países Baixos | 0               | 0                | 2                 | 2     |